# Teodoro (homem claríssimo)
Teodoro (em grego: Θεόδωρος; romaniz.: Theódoros; em latim: Theodorus) foi um cortesão bizantino do século VI, ativo no reinado do imperador Maurício (r. 582–602), conhecido a partir de menções na correspondência do papa Gregório I (r. 590–604). Vivia em Constantinopla. É possível que tenha sido filho ou genro de Narses e sua provável esposa Hesíquia. Também é possível que tenha sido irmão de Alexandre e Marino. Propõe-se que tenha sido homem claríssimo, o que significa que era membro do senado.